# Organiste à col jaune
Chlorophonia flavirostris
Espèce
Statut de conservation UICN

 LC  : Préoccupation mineure
L'Organiste à col jaune (Chlorophonia flavirostris) est une espèce d'oiseau de la famille des Fringillidae.

## Systématique
Le nom scientifique complet (avec auteur) de ce taxon est Chlorophonia flavirostris P.L.Sclater, 1861.
Ce taxon porte en français le nom vernaculaire ou normalisé suivant : Organiste à col jaune.